# Dave Chyzowski
David B. Chyzowski (né le 11 juillet 1971 à Edmonton, dans la province de l'Alberta au Canada) est un joueur professionnel canadien de hockey sur glace.

## Carrière
Réclamé par les Islanders de New York en première ronde, le deuxième joueur sélectionné lors du repêchage de 1989 de la Ligue nationale de hockey derrière le suédois Mats Sundin. Chyzowski retourna pour une saison supplémentaire avec son équipe junior, les Blazers de Kamloops de la Ligue de hockey de l'Ouest, saison durant laquelle il fut appelé à représenter le Canada lors du Championnat du monde junior de 1990.
À la suite de ce championnat du monde, il devient joueur professionnel et rejoint alors les Islanders pour qui il dispute 34 rencontres avant de retourner pour le tournoi de la Coupe Memorial avec les Blazers. Il revient avec les Islanders la saison suivante mais déçu de ses performances, les Islanders l'envoient avec leur club affilié dans la Ligue américaine de hockey, les Islanders de Capital District.
N'ayant jamais rempli les espoirs qu'ils voyait en lui, les Islanders décide de ne pas renégocier son contrat lorsque celui-ci prend fin à l'été 1995. Chyzowski s'entend alors pour une saison avec les Red Wings de Détroit mais ne parvient pas à percer l'alignement et passe la saison 1995-1996 avec le club-école des Wings en LAH, les Red Wings de l'Adirondack.
Après avoir accepté un contrat avec les Blackhawks de Chicago, il obtient une nouvelle chance de joindre la LNH mais ce, sans succès. Après seulement huit rencontres de jouées pour le grand club, ceux-ci le cèdent au Ice d'Indianapolis de la Ligue internationale de hockey.
En 2000, après avoir disputé trois saisons en LIH avec autant d'équipes, Chyzowski quitte pour l'Allemagne et rejoint le Augsburger Panther de la DEL. Il reste dans cette ligue jusqu'en 2003 avant de rejoindre le Graz 99ers de la ÖEL en Autriche.
Au terme de la saison 2006-2007, il annonce son retrait de la compétition.

## Statistiques
| Saison     | Équipe                        | Ligue      |     | Saison régulière | Saison régulière | Saison régulière | Saison régulière | Saison régulière |    | Séries éliminatoires | Séries éliminatoires | Séries éliminatoires | Séries éliminatoires | Séries éliminatoires |
| Saison     | Équipe                        | Ligue      | PJ  | B                | A                | Pts              | Pun              | PJ               | B  | A                    | Pts                  | Pun                  |                      |                      |
| 1987-1988  | Blazers de Kamloops           | LHOu       | 66  | 16               | 17               | 33               | 117              | 18               | 2  | 4                    | 6                    | 26                   |                      |                      |
| 1988-1989  | Blazers de Kamloops           | LHOu       | 68  | 56               | 48               | 104              | 139              | 16               | 15 | 13                   | 28                   | 32                   |                      |                      |
| 1989-1990  | Blazers de Kamloops           | LHOu       | 4   | 5                | 2                | 7                | 17               | 17               | 11 | 6                    | 17                   | 46                   |                      |                      |
| 1990       | Blazers de Kamloops           | Memorial   | -   | -                | -                | -                | -                | 3                | 4  | 3                    | 7                    | 13                   |                      |                      |
| 1989-1990  | Islanders de New York         | LNH        | 34  | 8                | 6                | 14               | 45               | -                | -  | -                    | -                    | -                    |                      |                      |
| 1989-1990  | Indians de Springfield        | LAH        | 4   | 0                | 0                | 0                | 7                | -                | -  | -                    | -                    | -                    |                      |                      |
| 1990-1991  | Islanders de New York         | LNH        | 56  | 5                | 9                | 14               | 61               | -                | -  | -                    | -                    | -                    |                      |                      |
| 1990-1991  | Islanders de Capital District | LAH        | 7   | 3                | 6                | 9                | 22               | -                | -  | -                    | -                    | -                    |                      |                      |
| 1991-1992  | Islanders de New York         | LNH        | 12  | 1                | 1                | 2                | 17               | -                | -  | -                    | -                    | -                    |                      |                      |
| 1991-1992  | Islanders de Capital District | LAH        | 55  | 15               | 18               | 33               | 121              | 6                | 1  | 1                    | 2                    | 23                   |                      |                      |
| 1992-1993  | Islanders de Capital District | LAH        | 66  | 15               | 21               | 36               | 177              | 3                | 2  | 0                    | 2                    | 0                    |                      |                      |
| 1993-1994  | Islanders de New York         | LNH        | 3   | 1                | 0                | 1                | 4                | 2                | 0  | 0                    | 0                    | 0                    |                      |                      |
| 1993-1994  | Golden Eagles de Salt Lake    | LIH        | 66  | 27               | 13               | 40               | 151              | -                | -  | -                    | -                    | -                    |                      |                      |
| 1994-1995  | Islanders de New York         | LNH        | 13  | 0                | 0                | 0                | 11               | -                | -  | -                    | -                    | -                    |                      |                      |
| 1994-1995  | Wings de Kalamazoo            | LIH        | 4   | 0                | 4                | 4                | 8                | 16               | 9  | 5                    | 14                   | 27                   |                      |                      |
| 1995-1996  | Red Wings de l'Adirondack     | LAH        | 80  | 44               | 39               | 83               | 160              | 3                | 0  | 0                    | 0                    | 6                    |                      |                      |
| 1996-1997  | Blackhawks de Chicago         | LNH        | 8   | 0                | 0                | 0                | 6                | -                | -  | -                    | -                    | -                    |                      |                      |
| 1996-1997  | Ice d'Indianapolis            | LIH        | 76  | 34               | 40               | 74               | 261              | 4                | 0  | 2                    | 2                    | 38                   |                      |                      |
| 1997-1998  | Solar Bears d'Orlando         | LIH        | 17  | 9                | 7                | 16               | 32               | -                | -  | -                    | -                    | -                    |                      |                      |
| 1997-1998  | Dragons de San Antonio        | LIH        | 10  | 1                | 5                | 6                | 39               | -                | -  | -                    | -                    | -                    |                      |                      |
| 1997-1998  | Blades de Kansas City         | LIH        | 38  | 19               | 14               | 33               | 88               | 11               | 5  | 4                    | 9                    | 11                   |                      |                      |
| 1998-1999  | Blades de Kansas City         | LIH        | 67  | 24               | 15               | 39               | 147              | -                | -  | -                    | -                    | -                    |                      |                      |
| 1999-2000  | Blades de Kansas City         | LIH        | 81  | 37               | 33               | 70               | 138              | -                | -  | -                    | -                    | -                    |                      |                      |
| 2000-2001  | Augsburger Panther            | DEL        | 44  | 11               | 14               | 25               | 114              | -                | -  | -                    | -                    | -                    |                      |                      |
| 2000-2001  | München Barons                | DEL        | 15  | 0                | 3                | 3                | 24               | 11               | 3  | 0                    | 3                    | 6                    |                      |                      |
| 2001-2002  | SERC Wild Wings               | DEL        | 56  | 19               | 19               | 38               | 86               | -                | -  | -                    | -                    | -                    |                      |                      |
| 2002-2003  | SERC Wild Wings               | DEL        | 49  | 12               | 17               | 29               | 80               | -                | -  | -                    | -                    | -                    |                      |                      |
| 2003-2004  | Graz 99ers                    | EBEL       | 36  | 23               | 13               | 36               | 115              | 2                | 1  | 0                    | 1                    | 27                   |                      |                      |
| 2004-2005  | Vienna Capitals               | EBEL       | 43  | 31               | 29               | 60               | 168              | 10               | 6  | 8                    | 14                   | 14                   |                      |                      |
| 2005-2006  | EHC Liwest Linz               | EBEL       | 48  | 25               | 36               | 61               | 100              | -                | -  | -                    | -                    | -                    |                      |                      |
| 2006-2007  | EHC Liwest Linz               | EBEL       | 9   | 0                | 2                | 2                | 14               | -                | -  | -                    | -                    | -                    |                      |                      |
| Totaux LNH | Totaux LNH                    | Totaux LNH | 126 | 15               | 16               | 31               | 144              | 2                | 0  | 0                    | 0                    | 0                    |                      |                      |

### Statistiques en équipe nationale
| Année | Équipe | Compétition                 |   | PJ | B | A  | Pts | Pun           |  | Résultat |
| 1990  | Canada | Championnat du monde junior | 7 | 9  | 4 | 13 | 2   | Médaille d'Or |  |          |

## Honneurs et trophées
- Ligue de hockey de l'Ouest
  - Sélectionné dans la première équipe d'étoiles de l'Ouest en 1989.
- Championnat du monde junior
  - Sélectionné dans l'équipe d'étoiles du tournoi en 1990.

## Transactions
- Repêchage 1989 : repêché par les Islanders de New York (1er choix de l'équipe, 2e au total).
- 29 août 1995 : signe à titre d'agent libre avec les Red Wings de Détroit.
- 26 septembre 1996 : signe à titre d'agent libre avec les Blackhawks de Chicago.